# Konstantin Eduardovič Ciolkovskij
Konstantin Eduardovič Ciolkovskij (rusky Константин Эдуардович Циолковский; 5.jul./ 17. září 1857greg., Iževskoje – 19. září 1935, Kaluga) byl ruský a sovětský pedagog a vědec, průkopník teorie raketových letů. Je považován za zakladatele soudobé kosmonautiky. Zabýval se i filozofickými problémy průzkumu vesmíru a psal vědecko-fantastické povídky.

## Život

### Dětství a studium
Narodil se ve středostavovské rodině ve vesnici Iževskoje v Rjazaňské gubernii v evropské části Ruska. Jeho otcem byl polský lesní úředník šlechtického původu Edward Ciołkowski a jeho pravoslavná matka Marie Jumaševa byla ruského a tatarského původu. Především ona naučila Konstantina čtení, psaní i základům aritmetiky. V devíti letech onemocněl spálou, na jejíž následky prakticky ohluchl. Kvůli tomu měl problém navštěvovat běžné školy a byl vzděláván především matkou a soukromými učiteli. Tuto dobu považoval později za nejhorší v životě – hluchota jej prakticky vyloučila z dětských her. V roce 1869 nastoupil na gymnázium ve Vjatce, které studoval s nevalnými výsledky. V roce 1870 zemřela jeho matka a jeho školní výsledky se dále zhoršily. V roce 1871 byl vyloučen z gymnázia s návrhem na přestup do technického učiliště. V té době se ale již projevilo jeho nadání pro vědu a techniku. Jeho otec jej proto poslal studovat do Moskvy.
V Moskvě navštěvoval knihovny, studoval přírodní vědy, ale i klasickou literaturu. Otec jej ale nebyl schopen příliš finančně podporovat, takže vedl poměrně nuzný život. V Moskvě se také seznámil s N. F. Fjodorovem a jeho filozofií kosmismu. Tím byl podle mnoha Ciolkovského životopisců probuzen jeho zájem o kosmické lety. Dalším impulzem byl román Julese Verna Ze Země na Měsíc.

### Učitel a vědec
V roce 1876 už jej nebyl otec schopen podporovat ve studiu v Moskvě ani částečně, a proto se Ciolkovskij vrátil do Vjatky. V roce 1879 pak složil učitelské zkoušky a stal se učitelem aritmetiky a geometrie v Borovsku. V roce 1880 se oženil s Varvarou, dcerou místního popa, během manželství se narodilo sedm dětí. 

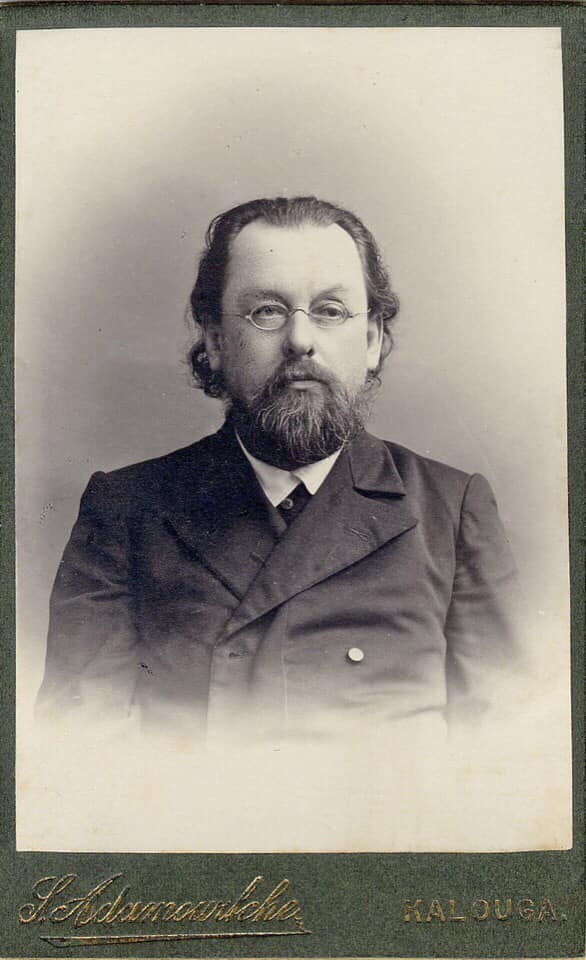
Konstantin Ciolkovskij, foto 1908

V letech 1882–1883 napsal své první vědecké práce o kinetice plynů a aerodynamice. V roce 1887 Ciolkovský v domácí laboratoři vypracoval projekt vzducholodi kovové konstrukce. V dubnu 1887 přednášel v moskevském technickém muzeu o svém kovovém řízeném balónu. Po návratu z Moskvy do Borovska zjistil, že jeho dům vyhořel a přišel tak o všechny své výpočty, modely, zápisky a knihy. Musel začít se vším znovu. Na jaře 1899 vystoupila řeka Protva z břehů a zatopila Borovsk, včetně Ciolkovského domu. Ciolkovskij z toho těžce onemocněl a nesměl několik měsíců pracovat. V roce 1890 dokončil Ciolkovskij studii o svém kovovém balónu, ale vzduchoplavecké oddělení Imperátorské ruské technické společnosti tento projekt zamítlo.
Z Borovska se v roce 1892 přestěhoval do Kalugy, kde strávil zbytek života. Vedle své pedagogické práce dělal aerodynamické pokusy nejprve na střeše svého domu, později v bytě. Vytvořil projekt jednokřídlého celokovového  letadla (o patnáct let později se taková letadla stala samozřejmostí). V roce 1897 postavil první ruský aerodynamický tunel a určil metodiku měření. Dne  25. 8. 1898 vytvořil vzorec popisující závislost mezi rychlostí rakety, její hmotností a rychlostí spalin – tzv. Ciolkovského rovnice. V roce 1900 vydal studii na téma odporu prostředí. V roce 1903 vydal na světě první vědeckou práci týkající astronautiky a konkrétně teorii letu rakety s názvem Výzkum kosmických prostorů pomocí reaktivních zařízení. Petrohradská akademie věd však o výsledky jeho výzkumů nejevila zájem a odmítla je finančně podporovat. Výjimkou byla dotace 470 rublů, kterou dostal na aerodynamické studie. Na tehdejší dobu to byla obrovská suma - asi trojnásobek jeho ročního učitelského platu. Roku 1906 byl Ciolkovskému  udělen Řád svatého Stanislava III. stupně  za úspěchy v pedagogické oblasti. 
V článcích zveřejněných v letech 1911 a 1912 v časopise Vzduchoplavecký věstník Ciolkovskij vysvětlil podmínky pro start kosmické lodi z povrchu libovolné planety, zkoumal vliv odporu atmosféry na let rakety, zabýval se otázkami výživy, přetížení, beztížného stavu v raketě během letu. Poukázal na možnost využít zemské atmosféry pro brzdění letu kosmické lodi při návratu na Zem. V roce 1914 pak Ciolkovskij vydal celou studii o raketách jako brožuru – doplněnou novými výpočty a úvahami.

### Život v Sovětském svazu

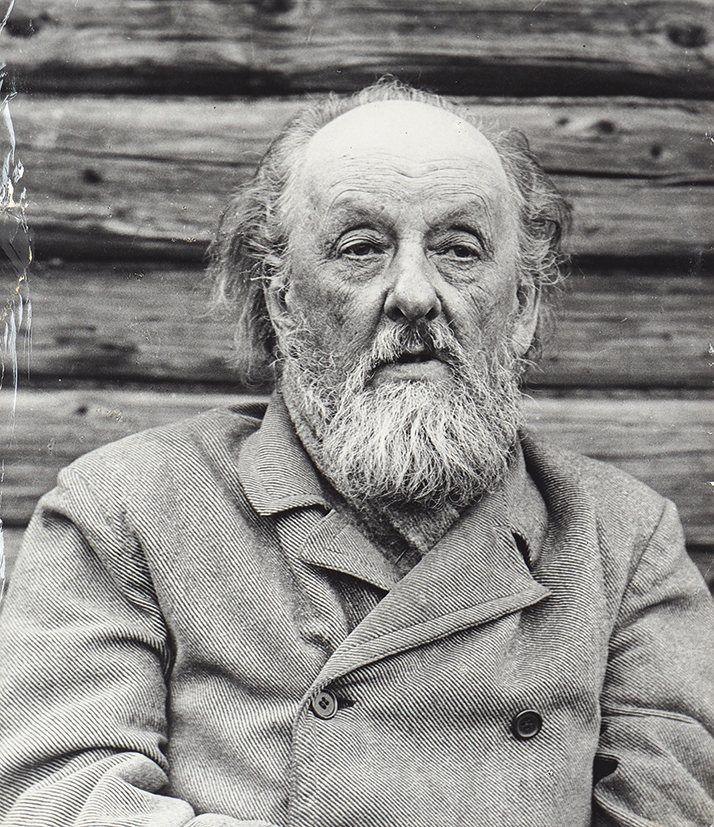
Konstantin Ciolkovskij v roce 1934

Po říjnové revoluci roku 1917 byly Ciolkovskému vytvořeny podmínky pro jeho výzkumy a publikace. V roce 1919 byl Ciolkovskij krátce zatčen čekisty a dva týdny prožil v Lubjance. Na zásah samotného V. I. Lenina byl však propuštěn a byla mu přiznána doživotní penze. Byl přijat do Socialistické akademie věd (ta později změnila název na Sovětskou akademii věd). Od roku 1924 spolupracoval se sekcí meziplanetární komunikace Vojenské vědecké společnosti na modelu velké kovové vzducholodi. Jeho jméno proniklo i do zahraničí, když začátkem roku 1924 vyšlo druhé vydání Ciolkovského studie o reaktivních přístrojích z roku 1903 pod názvem Raketa v kosmickém prostoru – tentokrát v němčině. 

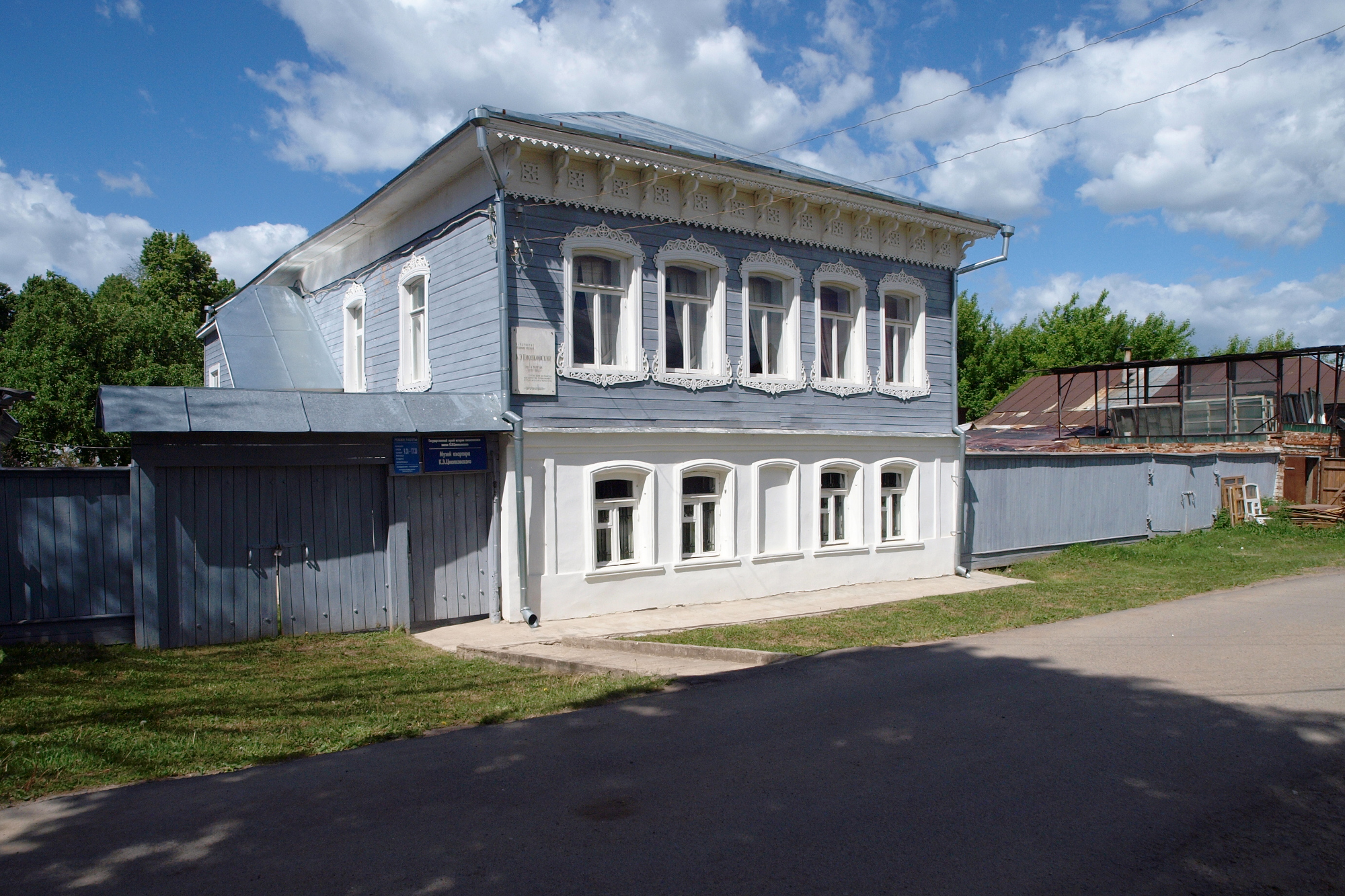
Ciolkovského muzeum v Borovsku

V roce 1929 Ciolkovskij vytvořil teorii pohybu vícestupňových raket v zemském gravitačním poli, kterou prezentoval v práci pod názvem Kosmické raketové vlaky. Projektoval také raketová paliva, předvídal možnost využití atomové energie pro raketové lety.  
U příležitosti jeho 75. narozenin mu byl udělen Řád rudého praporu práce, který mu byl udělen Michailem Kalininem. V roce 1935 mu byla diagnostikována rakovina žaludku, která byla příčinou jeho smrti 19. září téhož roku. Pohřbu se zúčastnilo podle dobových svědectví na 50 000 lidí, většina obyvatel Kalugy. Ciolkovskij své dílo odkázal v závěti Sovětskému svazu.
Po roce 1930 v SSSR vznikl kolem Ciolkovského jakýsi mýtus o brilantním univerzálním vědci a tento mýtus se rozšířil po celém světě. Silným podnětem pro studium úspěchů Ciolkovského byl začátek kosmického věku, který se shodoval se stým výročím jeho narození, oslavovaným v roce 1957. Ciolkovský má památníky v Kaluze, Moskvě a dalších městech. 
Je po něm pojmenován kráter Ciolkovskij na odvrácené straně Měsíce, planetka (1590) Tsiolkovskaja, Ciolkovského rovnice a ulice Ciolkovského v Praze 6 a v Karviné-Ráji. 

## Spisovatel sci-fi

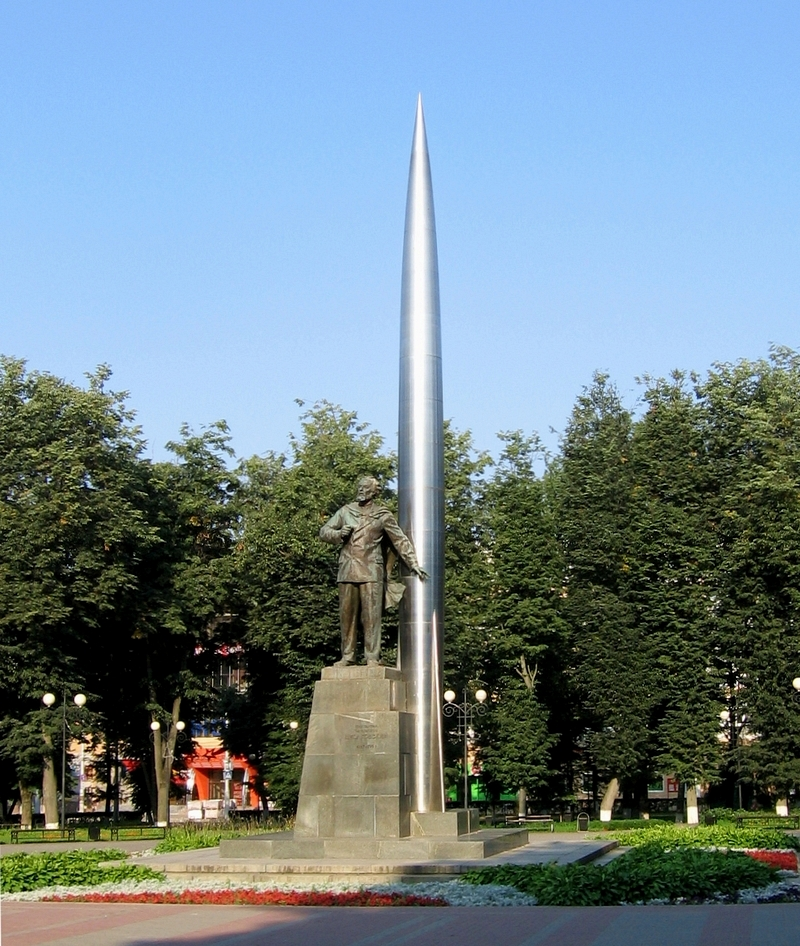
Památník Ciolkovského v Kaluze

Přesto, že Ciolkovskij není jako spisovatel příliš znám, během svého života publikoval řadu povídek, ilustrujících jeho myšlenky. Jeho práce Volný prostor (Свободное пространство), kterou napsal v roce 1883, byla čisté fantastice asi nejblíže. V roce 1893 vyšla časopisecky jeho vědeckofantastická povídka Na Měsíci (На Луне).  V knize Sny o Zemi a nebi (Грезы o  землe и небe), vydané roku 1895, popsal kolonizaci vesmíru lidmi. V roce 1920 dokončil novelu Mimo Zemi (Вне Земли), jejíž děj se odehrává po roce 2017. Kniha vyšla ve slovenštině v roce 1960 pod názvem Do vesmíru. Autor zmíněného překladu se jmenoval Jan Mojžiš, vydavatelstvo Osveta sídlilo v Bratislavě; vydání kromě vlastního textu vědce obsahovalo předmluvu akademika  A. A. Blagonravova. 
Ciolkovskij viděl v této literární tvorbě způsob, jak představit široké veřejnosti své myšlenky o průzkumu vesmíru a  meziplanetárních letech. Ve zmíněné knize píše kupříkladu o projektech nové výživy uplatňovaných vesmírnými skleníky, o pohybu kosmonautů v mezihvězdném prostoru,  o pocitech lidí a zákonitostech chování se těles ve stavu beztíže v raketě. Načrtne ovšem, značně utopicky, i budoucí obraz  lidstva:  
„Na celej Zemi bola jedna vláda: kongres zložený zo zástupcov všetkých štátov. Existoval už vyše sedemdesiat rokov a riešil všetky otázky týkajúce sa ľudstva. Vojny boli vylúčené. Nedorozumenia medzi národmi sa urovnávali  mierovou cestou. Armády boli veľmi obmedzené. Boli to skôr armády práce. Obyvateľstvo sa vďaka dosť priaznivým podmienkam počas posledných sto rokov strojnásobilo. Obchod, technika, umenie, poľnohospodárstvo dosiahli značné úspechy”..      
Prorok je ten, kdo vidí daleko dopředu, ale zároveň vidí všechno kolem sebe, protože budoucnost začíná dnes.
Konstantin Eduardovič Ciolkovskij, 100